# South Yorkshire Police
South Yorkshire Police – brytyjska formacja policyjna, pełniąca funkcję policji terytorialnej na obszarze hrabstwa metropolitalnego South Yorkshire. Według stanu na 31 marca 2012, służba liczy 2772 funkcjonariuszy.

## Galeria

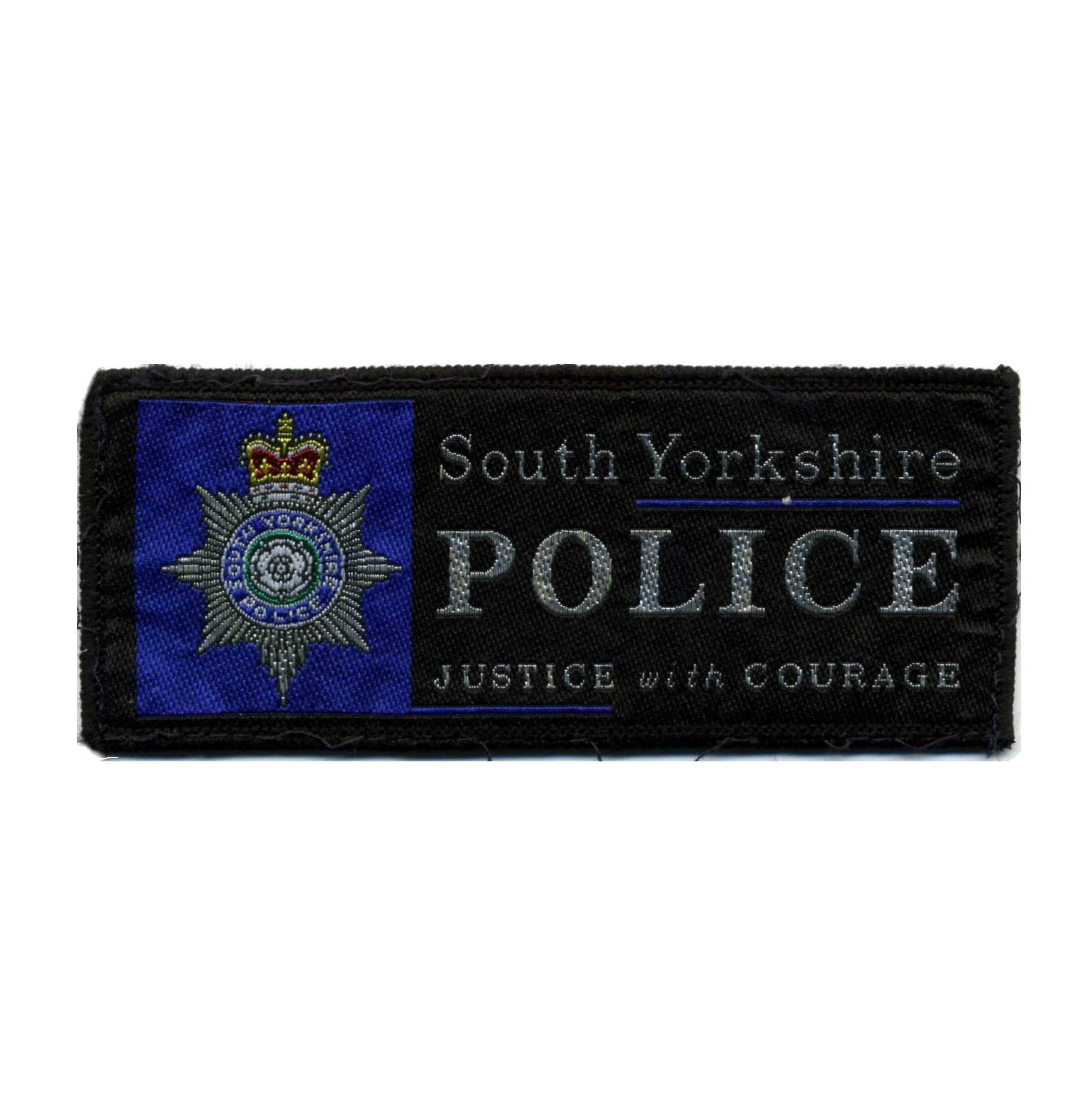
Naszywka mundurowa
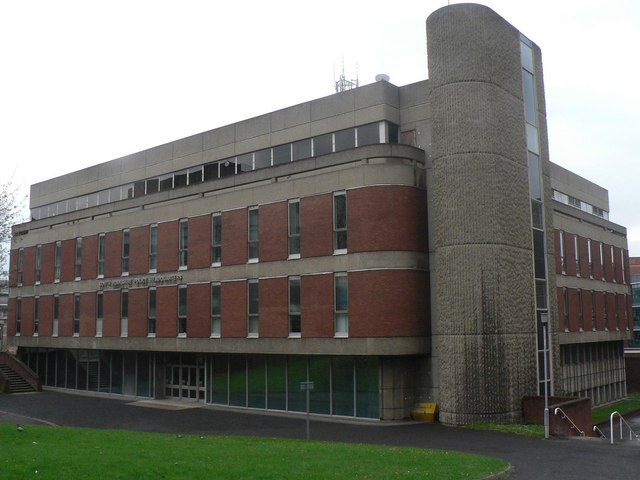
Komenda w Sheffield